# Mydaea subelecta
Mydaea subelecta este o specie de muște din genul Mydaea, familia Muscidae, descrisă de Feng în anul 2000.
Este endemică în Sichuan. Conform Catalogue of Life specia Mydaea subelecta nu are subspecii cunoscute.